# Draculoides belalugosii
Draculoides belalugosii (лат.) — вид паукообразных из отряда шизомид (Schizomida). Обитает в Западной Австралии.

## Этимология
Видовой эпитет Draculoides belalugosii дан в честь американского актёр венгерского происхождения Бела Лугоши (Bela Lugosi; 1882—1956), который играл роль Дракулы в первой классической экранизации на эту тему фильме «Дракула» (1931).

## Описание
Мелкие членистоногие желтовато-коричневого цвета, длина тела около 3 мм. Пропелтидиум с 2 + 1 апикальными щетинками в треугольном образовании на переднем отростке; глазные пятна есть. Мезопельтидии широко разделены. Метапелтидиум частично разделен. Передняя часть стернума с 13 (самцы), 14 (самки) щетинками (включая 2 стернапофизиальные щетинки); задняя часть стернума треугольной формы с 6 щетинками. Фиксированный палец хелицер с 2 большими зубцами и 5 меньшими зубцами между ними; перепончатая область между неподвижным и подвижным пальцами с 3 большими ланцетными апикально ворсистыми щетинками. Самки морфологически также отличимы от других видов Draculoides строением гениталий. Draculoides akashae можно диагностировать от всех других видов, которые были секвенированы по 12S с помощью мини-баркода 50bp. Секвенирование на ITS2 показало сходство с видами D. anachoretus, D. bythius, D. eremius, D. gnophicola, D. kryptus, D. mckechnieorum, D. warramboo, D. immortalis, D. akashae, D. christopherleei и D. piscivultus (которые нельзя различить с помощью мини-баркода ITS2), но отличает от всех других видов рода.